# Сарли, Фаусто
Фаусто Сарли (9 мая 1927, Неаполь — 9 декабря 2010, Рим) — итальянский модельер.
Свою первую коллекцию представил в Палаццо Питти (Флоренция) в 1954 году в возрасте 29 лет. В 1958 году он основал свой собственный модельный дом в Неаполе, позже открыл ателье в Риме на виа Венето и Милане. Широко экспортировал свои коллекции в США, Канаду, Японию и страны Персидского залива  (недоступная ссылка).
Создал ряд туалетов для Карлы Фраччи, Карлы Бруни, Элизабет Тейлор, Моники Беллуччи. С 1998 года занимался реставрационными работами гардероба Элеоноры Дузе, который выставляется в музеях по всему миру, в том числе в Музее Гуггенхайма в Нью-Йорке.
В 2010 году Сарли получил из рук мэра муниципалитета Рима Джованни Алеманно премию за репродукцию Капитолийской волчицы в зале Пьетро да Кортона со словами: «Мастеру совершенства итальянского стиля в мире, награда творчеству и гению великого дизайнера. Награда, которая чествует маэстро Фаусто Сарли, его личность, вне всякого акцента, любой риторики. Мы вознаграждаем его креативность, превосходство нашего Made in Italy».
Сарли  умер в Риме в 2010 году в возрасте 83 лет. Президент Италии Джорджо Наполитано, выступив со словами соболезнования по случаю кончины модельера, высоко оценил оригинальность и уравновешенность его стиля.